# 通西府
通西府，明朝时设置的府，今缅甸掸邦南渡包德温矿区。
元朝至元二十六年（1289年）置通西军民总管府，大德元年（1297年），蒙阳甸酋领缅吉向元朝政府纳款，派其弟阿不剌等赴阙进方物，请岁贡银千两及置郡县驿传，立通西军民府。明朝洪武十五年（1382年）三月，改为通西府，后废，地入缅甸。